# Gelis heidenreichi
Gelis heidenreichi là một loài tò vò trong họ Ichneumonidae.